# Гребля Ваді Аль-Тавв
Гребля Ваді Аль-Тавв (Wadi Al-Taww) — інженерна споруда на півночі Оману.
У другій половині 20 століття зростання населення Оману та розширення поливного землеробства почало призводити до виснаження водоносних горизонтів, що на тлі пустельного клімату були головним джерелом прісної води в країні. Як наслідок, розробили програму їх поповнення шляхом спорудження численних гребель, що утримували б воду під час короткочасних дощів та забезпечували максимальне всотування води в алювіальні породи русла.
П'ятнадцятою за часом спорудження та однією з найбільших за розмірами водосховища греблею такого типу стала завершена в 1992 році споруда у Ваді-Аль-Тавв (за чотири десятки кілометрів на захід від Маската) з водозбірним басейном площею 259 км2. Долину ваді перекрили спорудою довжиною 3 км та висотою 7,7 метра. Центральна частина споруди завдовжки близько 2,5 км виконана як габіонна водопереливна секція, яка має пропускати воду під час повені.
Гребля здатна утримувати 5,1 млн м3 води.
Для випуску води до нижньої ділянки русла ваді передбачені 8 кульвертів.